# Bataille de Grozny (août 1996)
Pour les articles homonymes, voir Bataille de Grozny.
Conflit russo-tchétchène
(Première guerre de Tchétchénie)
Batailles
Batailles d'avant-guerre
- 1re Grozny
- Destruction de l'armée de l'air tchétchène (ru)

1994–1995
- Dolinskoïe
- Khankala
- 2e Grozny
- Bombardement de Chali
- Incident d'Aksaï (ru)
- Crise de Boudionnovsk
- Vedeno
- Bamout
- Massacre de Samachki
- Goudermes

1996
- Crise de Kizliar-Pervomaïskoïe
- Crise des otages de la mer Noire
- 3e Grozny
- Chatoï
- Attentat de Naltchik (ru)
- 4e Grozny

La bataille de Grozny d'août 1996, également connue sous le nom d'opération Djihad ou d'opération Zéro Option, est une attaque surprise lancée par les combattants tchétchènes contre la capitale tchétchène Grozny. La fédération de Russie avait conquis la ville lors d'une précédente bataille pour Grozny terminée en mars 1995 et avait par la suite posté une importante garnison de troupes fédérales et républicaines du ministère de l'Intérieur (MVD) dans la ville.
Cinq mois après une précédente tentative ayant échouée, les forces tchétchènes peu nombreuses lancent une infiltration dans Grozny et mettent en déroute les forces du MVD en les divisant en plusieurs poches de résistance. Les combattants tchétchènes repoussent ensuite les unités des forces terrestres russes déployées pour éjecter les combattants et secourir leurs propres forces piégées. L'affrontement s'achève par un cessez-le-feu qui mettra officiellement fin à la première guerre tchétchène de 1994–1996.

## Contexte
En juillet 1996, les dirigeants russes abandonnent le processus de paix difficile en Tchétchénie et reprennent des opérations militaires à grande échelle. Entre le 9 et le 16 juillet 1996, les forces russes attaquent des bases tchétchènes dans les contreforts et les montagnes du sud de la république tchétchène. Le 20 juillet, les forces russes lancent une campagne à grande échelle pour pacifier les hautes terres du sud, y déplaçant la plupart de leurs troupes de combat.
Le 6 août, le jour même de l'offensive, les forces russes lancent une opération majeure dans le village d'Alkhan-Yourt en déplaçant 1 500 troupes internes paramilitaires et des policiers tchétchènes pro-russes du gouvernement de Dokou Zavgaïev hors de Grozny.

## La bataille
Le 6 août 1996, les unités tchétchènes attaquant Grozny se composent d'environ 1 500 combattants. Au départ, les médias russes rapportent que seuls 250 combattants sont entrés dans la ville. La garnison russe à l'intérieur de la ville se compose d'environ 12 000 soldats. Pour vaincre la supériorité numérique russe, le chef d'état-major tchétchène Aslan Maskhadov emploie des tactiques d'infiltration. Utilisant leur connaissance intime de la ville, les unités tchétchènes entrent dans Grozny et évitent le réseau de points de contrôle russes et d'autres positions dans une avance rapide soigneusement planifiée et hautement coordonnée avant d'attaquer ou de bloquer des cibles au plus profond du territoire contrôlé par Moscou.
Leurs principaux objectifs sont la prise des moyens de commandement et le contrôle de l'aérodrome militaire de Khankala et de l'aéroport militarisé de Severny (aéroport de Grozny), ainsi que le siège des services de sécurité et de renseignement militaire du FSB et du GRU. Ils bloquent également les routes et prennent des positions stratégiques aux abords de la ville. Selon le commandant tchétchène Tourpal-Ali Atgerïev, 1 500 combattants tchétchènes se sont infiltrés dans la ville, dont 47 sont tués lors de l'attaque initiale.
Les forces tchétchènes attaquent Grozny à 05 h 50 le 6 août dans une opération qui dura trois heures. Plutôt que d'essayer de capturer ou de détruire tous les points de contrôle fortifiés individuels (blokpost), les casernes, les postes de police ou les autres positions russes, les combattants tchétchènes coupent et isolent la plupart d'entre eux, minant les approches pour empêcher la fuite ou les renforts, et attendent une reddition des troupes gouvernementales. Le 9 août, l'agence de presse russe Interfax estime le nombre de soldats encerclés à environ 7 000. En plus des troupes du MVD et du FSB et du personnel non combattant, des troupes militaires sont stationnées dans la ville.
La plus grande poche est située dans les bureaux du gouvernement au centre de la ville, y compris le bâtiment du ministère de l'Intérieur et le siège républicain du FSB. Un groupe d'environ 10 journalistes russes sont piégés dans un hôtel près de l'enceinte. Le gouvernement tchétchène pro-russe s'enfuit vers la base militaire de Khankala, juste à l'extérieur de la capitale. Dans une autre partie de la ville, plusieurs groupes de soldats russes se réfugient à l'hôpital municipal 9, et retiennent environ 500 civils en otage jusqu'à ce qu'ils soient autorisés à évacuer.
Un certain nombre de Tchétchènes considérés comme des collaborateurs sont arrêtés, détenus et exécutés. Selon l'organisation de défense des droits de l'homme Memorial, des sources fiables déclarent que la liste des exécutions pour une région de Grozny comprend plus de 200 noms. Saïd-Magomed Kakiïev est le seul survivant d'un groupe de 30 policiers spéciaux tchétchènes OMON exécutés par les combattants de Dokou Oumarov et Rouslan Guelaïev après la reddition des défenseurs du bureau du maire le 6 août, apparemment sur la promesse de la liberté passage.
Selon Guelaïev, « Zavgaïev disposait de 15 000 à 18 000 policiers tchétchènes [dans toute la Tchétchénie], mais dès que nous sommes entrés dans Grozny en août 1996, ils se sont tous dispersés et sont rentrés chez eux, avant de rejoindre les moudjahidines, sauf pour quelques dizaines de ceux qui se sont rendus coupables d'avoir versé du sang tchétchène ». En une semaine, le nombre de combattants tchétchènes à Grozny passe entre 6 000 à 7 000 alors que les membres des forces de Zavgaïev changent de camp et reçoivent des renforts.
Le 7 août, une grande colonne blindée de la 205e brigade de fusiliers motorisés « cosaque » est déployée pour aider les forces russes piégées. La veille, un groupe séparatiste tchétchène dirigé par Akhmed Zakaïev capture une grande quantité de lance-roquettes RPO en s'emparant de la gare principale de Grozny (selon l'acte d'accusation datant de 2002 par le gouvernement russe, les combattants de Zakaïev ont tué ou blessé plus de 300 soldats du MVD à la gare) ; en conséquence, les chars russes devinrent des cibles beaucoup plus faciles pour les unités mobiles tchétchènes.
Lorsque l'armée russe déploie une nouvelle colonne le 8 août, elle est également arrêtée et perd de nombreux véhicules dans des embuscades tchétchènes. Le cinquième jour de la bataille, 900 nouveaux soldats de la 276e régiment de fusiliers  motorisés tentent de reprendre le centre de la ville, mais échouent au prix d'environ la moitié d'entre eux tués ou blessés en seulement deux jours. Seule une colonne de véhicules blindés réussit à livrer quelques vivres au bastion fédéral assiégé du centre-ville et à évacuer une partie des blessés. Au cours de cinq jours de contre-attaque, les colonnes russes perdent 18 chars, 69 autres véhicules blindés et 23 camions et voitures. De plus, quatre hélicoptères sont abattus.
Le chef de la Croix-Rouge internationale à Grozny déclare que « la majeure partie de la ville est minée et de nombreux bombardements aériens sont menés ». L'Union européenne appelle les deux parties à cesser le feu immédiatement, sans effet. Le président russe Boris Eltsine déclare une journée de deuil pour les victimes en Tchétchénie. Les batailles se poursuivent également à la périphérie de la ville et ailleurs dans la république.
Le 19 août, le général russe Konstantine Poulikovski encercle la ville et lance un ultimatum demandant aux combattants tchétchènes de quitter Grozny dans les 48 heures ou de faire face à une attaque totale. La menace provoque une panique massive parmi la population civile restante, estimée par Human Rights Watch à 300 000. Les frappes aériennes et d'artillerie commencent le 20 août. Dans des scènes chaotiques, alors que les bombardements frappent sans discernement des zones résidentielles et au moins un hôpital, des réfugiés terrifiés fuient la ville. Beaucoup d'entre eux seront tués lorsque leurs colonnes sont touchées par des tirs d'artillerie. Au total, environ 220 000 réfugiés fuient la ville.
Selon Memorial, environ 50 000 à 70 000 habitants demeurent encore en ville, les hommes de plus de 11 ans étant considérés comme des combattants présumés et se voient refuser de passer les lignes russes. De nombreux réfugiés sont également la cible de tirs aux points de contrôle. Le journaliste de la télévision d'État russe ORT, Ramzan Khadzhiev, est abattu par des soldats fédéraux alors qu'il tente de fuir la ville. Le général russe Alexandre Lebed réussit à éviter de nouvelles effusions de sang à Grozny. Pendant ce temps, l'offensive russe dans les montagnes du sud se poursuit.
De retour en Tchétchénie le 20 août, Lebed ordonne un nouveau cessez-le-feu et rouvert des pourparlers directs avec les dirigeants tchétchènes, aidés par l'Organisation pour la sécurité et la coopération en Europe (OSCE). Le 22 août, la Russie accepte de retirer toutes ses forces en Tchétchénie vers leurs bases à Khankala et Severny. Le 30 août 1996, les généraux Lebed et Maskhadov signent les accords de Khassaviourt, un accord qui marque la fin de la première guerre tchétchène.

## Conséquences
Les accords de Khassaviourt ouvrent la voie à la signature de deux autres accords entre la Russie et la Tchétchénie. À la mi-novembre 1996, Boris Eltsine et Aslan Maskhadov signent un accord sur les relations économiques et les réparations aux Tchétchènes touchés par la guerre de 1994-1996. Le 12 mai 1997, les présidents Maskhadov et Eltsine signent le traité de paix russo-tchétchène, appelant à « la paix et aux principes des relations russo-tchétchènes ». L'invasion du Daghestan à l'été 1999 conduira cependant à une violation de ces traités et au début de la seconde guerre tchétchène.
En 2000, pendant la cinquième bataille de Grozny, Pavel Felgenhauer commente : « En 1996, les généraux russes insistent sur le fait qu'ils ne peuvent 'libérer' Grozny qu'en détruisant totalement la ville à l'aide de canons lourds massifs et des bombardements aériens, mais une attaque sans discrimination est refusée par le Kremlin. En 1996, l'élite publique, militaire et politique russe en a eu assez et a choisi de retirer les troupes russes. Quoi qu'il en soit, la destruction de Grozny en août 1996 n'était guère une option raisonnable : des milliers de soldats du MVD ont été piégés dans la ville et auraient très probablement péri avec les Tchétchènes. Aujourd'hui, des bombes lourdes et des canons sont utilisés sans limites contre les villes et villages tchétchènes ».
La défaite russe dans la bataille est considérée comme la « pire défaite militaire de la Russie depuis les désastres de l'invasion nazie en 1941 ».

### Lectures complémentaires
- Dilegge, David P. View From the Wolves' Den – The Chechens and Urban Operations: The Recapture of Grozny
- Faurby, Ib. The Battle(s) of Grozny, Royal Danish Defence College in co-operation with Märta-Lisa Magnusson, University of Southern Denmark
- Oliker, Olga (2001). Russia's Chechen Wars 1994–2000: Lessons from Urban Combat MR 1289, Rand, Santa Monica, CA,  (ISBN 0-8330-2998-3) Chapter 2: "Grozny I: 1994–1995" pp. 30–32
- Smith, Sebastian (2001). Allah's Mountains: The Battle for Chechnya pp 240–256
- Youngs, Tim. The Conflict in Chechnya, Research Paper 00/14, February 7, 2000, International Affairs and Defence Section, House of Commons Library, London